# チロシンデカルボキシラーゼ
チロシンデカルボキシラーゼ (Tyrosine decarboxylase、EC 4.1.1.25) は、以下の化学反応を触媒する酵素である。
L-チロシン{\displaystyle \rightleftharpoons }チラミン + 二酸化炭素
従って、この酵素の1つの基質はL-チロシン、2つの生成物はチラミンと二酸化炭素である。
この酵素は、リアーゼ、特にカルボキシリアーゼに分類される。系統名は、L-チロシン カルボキシリアーゼ (チラミン生成) である。その他よく用いられる名前に、L-tyrosine decarboxylase、L-(-)-tyrosine apodecarboxylase、L-tyrosine carboxy-lyaseなどがある。
この酵素は、チロシン代謝およびアルカロイドの生合成に関与する。また補因子としてピリドキサールリン酸を必要とする。